# Ioulia Pavlenko
Pour les articles homonymes, voir Pavlenko.
Ioulia Serhivna Pavlenko (en ukrainien : Ю́лія Сергі́ївна Павле́нко), née le 9 août 1991 à Bakhmout, est une athlète handisport ukrainienne concourant en T11 pour les athlètes ayant une déficience visuelle. Après quatre paralympiades, elle réussit enfin à monter sur un podium en 2021.

## Palmarès

### Jeux paralympiques
- Jeux paralympiques d'été de 2020 à Tokyo :
  -  saut en longueur T11

### Championnats du monde
- Championnats du monde 2013 à Lyon :
  -  saut en longueur T11

- Championnats du monde 2019 à Dubaï :
  -  saut en longueur T11

### Championnats d'Europe
- Championnats d'Europe 2021 à Bydgoszcz :
  -  100 m T11
  -  saut en longueur T11
  -  200 m T11